# 王瑞之
王瑞之（1472年—？年），字献夫，南直隶常州府江陰縣人，明朝政治人物。

## 生平
治《詩經》，行四，由國子生中式弘治十四年（1501年）辛酉科應天府鄉試第八十七名舉人，年三十七歲中式正德三年（1508年）戊辰科會試第三十二名，第三甲第一百二十名進士。授南京户部主事，正德十年五月监放官军月粮時，与千户王忠发生争执，被南京守备魏国公徐俌等弹劾，被锦衣卫逮捕入京讯问，十一年正月降二级调外任。任永州府推官，历升德安府同知，十六年正月升贵州按察司佥事。

## 家族
曾祖王汝能。祖父王宗望。父王淮，监生。母蒋氏。慈侍下，兄騰之、翬之、薦之、弟潔之。